# Ancien hôtel de Clapiers-Cabris
L'Ancien hôtel de Clapiers-Cabris, est un hôtel particulier du XVIIe siècle situé au 2 et 4, rue Ossola à Grasse. Il abrite de nos jours le Musée provençal du costume et du bijou. Ce bâtiment est différent du nouvel hôtel de Clapiers-Cabris, dans la même ville.

## Histoire
C'est la dernière marquise de Cabris qui en parle le mieux :
«  L'hôtel de Cabris faisait corps avec un angle inférieur des remparts ; ses soubassements renflés reposaient eux-mêmes sur le mur d'enceinte ; et du pied de ce mur jusqu'au pied de la montagne, son jardin retombait comme un tapis mis en pavois. Ainsi la ville dominait cette maison [...]; et de l'étage noble, on découvrait toute la campagne jusqu'au littoral, par une vue large et libre.
 »
— Louise de Mirabeau

### Hôtel

#### Hôtel de Lombard-Saint-Benoît
Bâti dans la première moitié du XVIIe siècle, par Honoré Lombard, seigneur de Saint-Benoît, avocat en la Cour, sur l'emplacement de plusieurs petites maisons en ruine depuis le siège de Grasse, par les ligueurs du baron de Vins en novembre 1589.
Les occupants successif furent :
Annibal de Lombard Saint-Benoît, petit-fils d'honoré, il avait acquis de Pierre Flour, avocat, un jardin au quartier de la Brèche, confrontant à l'Est, la propriété des frères Aynès et, à l'Ouest la terre du couvent de Saint-Dominique. Le cadastre de 1727 nous apprend que, à cette date, le jardin était complanté en jasmins et orangers.
Le fils d'Annibal, César de Lombard, chevalier, seigneur de Saint-Benoît, Gars et Verrayou épousa le 5 juin 1716, demoiselle Françoise de Villeneuve-La Gaude dont il eut Élisabeth de Lombard-Saint-Benoît.

#### Hôtel de Clapiers-Cabris
Élisabeth de Lombard-Saint-Benoit épousa le 28 avril 1732 Jean-Paul de Clapiers, marquis de Cabris. De ce jours l'hôtel de Lombard-Saint-Benoit devint hôtel de Clapiers-Cabris, ou parfois Hôtel de Grasse-Cabris pour être différencié du nouvel hôtel de Clapiers-Cabris.
En 1733, le marquis de Cabris voulant étendre son jardin vers l'Est et s'assurer des vues, acquit par achat de Marguerite Aubin, veuve de Jean Laugier, une maison avec un jardin, complanté d'orangers pourvu d'un potager, a Tracastel, confrontant, du levant et du septentrion, le chemin longeant le rempart, dit « Chemin royal » devenu Passage Mirabeau.
Leur fils Jean Paul II épousa fin novembre 1769 Louise Riquetti de Mirabeau (1752-1807), sœur du tribun Mirabeau.

### Tribunal révolutionnaire
La folie du dernier marquis de Cabris, la tourmente révolutionnaire et l'émigration des Clapiers-Cabris en Italie aura raison de l'hôtel, celui-ci est mis sous séquestre et devint l'annexe au Tribunal révolutionnaire (des traces de fresques de cette époque sont toujours visibles).
Paul Sénequier note alors que, dans la séance de la Société Populaire du 12 Frimaire an III, qui s'assemble à Grasse : Un citoyen fait son rapport sur ce local propre à recevoir la bibliothèque municipale. La marquise portée sur la liste des émigrés eût été exposée à voir son hôtel vendus au profit de la nation, n'eût été que son époux, interdit, n'avait pu émigrer. Cette proposition n'eut donc pas de suite.
En 1791, la maison et le jardin sont encadastrés à la section 5, no 50, au nom de Clapiers Jean-Paul, bourgeois. Sa fille Pauline, comtesse de Navaille-Labatut soutint en son nom un procès contre sa tante Marie-Charlotte Hiéronyme de clapiers-Collongues, épouse du capitaine de vaisseau Antoine Cresp, seigneur de Saint-Cézaire, qui devait aboutir, le 29 septembre 1813, à la vente par expropriation forcée des immeubles ayant appartenu au marquis de Cabris.

### Maison
Gilette Gauthier-Ziegler décrit L'enceinte primitive de Grasse qui ne devait guère embrasser que le podium, cœur de la ville. Elle avait été agrandie sensiblement du côté de la rue tracastel; à la fin du XIVe siècle et fut reportée au Nord, de façons à englober la place aux Aires et le couvent des Augustins; les restes en sont importants et Senequier en a reconstitué le tracé : [... Elle suivait une ligne passant par le jeu de ballon, le côté est de la maison Amic, la maison Carlin, la porte du Cours, la maison Courmes ou soit du Rouret, le passage Mirabeau et le boulevard Fragonnard ...].

#### Maison Courmes
L'hôtel redeviendra donc propriété privée à la fin de l'Empire lorsque sur la mise à prix de 12 000 francs, l'immeuble fut exposé en vente à l'audience des criées du Tribunal Civil de Grasse, le 29 septembre 1813 et adjugé pour le prix de 20 000 francs aux frères Claude-Marie Courmes aînée et Antoine Joseph Courmes cadet, d'une vieille famille de la bourgeoisie grassoise.
La mutation en fut opérée en 1815, pour 1816 époque du nouveau cadastre qui est encore en usage. La maison y figure à la section E, et fait partie de l'île 85. Les frères Courmes ont partagé la maison en deux parties égales; À Claude-Marie la partie gauche qui porte le numéro quatre de la rue du Cours. On y accède par les mêmes degrés et on y pénètre par la même porte principale d'entrée signalée au procès-verbal de saisie. Loué à la Banque Luce, puisque Claude-Marie habitait l'hôtel de Marcy, la maison passa à sa fille Magdeleine-Françoise Courmes, épouse du docteur Maure.
L'hôtel particulier devenu maison courmes garde l'empreinte de la distribution du XVIIe siècle. Au rez-de-jardin, s'organisaient les cuisines, les offices et les remises. Au rez-de-chaussée, et à l'étage se déployaient les appartements d'apparat, on trouve encore de nos jours au dessus de la cheminée du salon le Monogramme Courmes-Boulay.

#### Maison du Rouret
À Antoine Joseph Courmes cadet, grand père de Marcel Courmes, la partie droite qui porte le numéro deux de la rue du Cours. La fille de Joseph et Virginie Courmes : Françoise-clémence, épouse du parfumeur Claude Mottet transmit la maison à sa fille Marie-Henriette Mottet-Courmes, épouse du Lieutenant de vaisseau Honoré-Ernest de Geoffroy du Rouret.
De ce mariage est né à Grasse le 30 décembre 1868, le marquis Louis-Felix Geoffroy du Rouret membre fondateur de la société Fragonard et propriétaire de la maison Courmes ou soit du Rouret, elle fut par la suite toujours aux Rouret, en la personne de Madame de Tricornot.

### Musée

#### Musée Provençal du costume et du bijou
La fille ainée de Joseph et Virginie Courmes : Léonie (1824-1899) épousa en 1843 son voisin Joseph Luce (1809-1893) riche banquier grassois, maire de Grasse. Leur fils Jean Luce, époux de Marie-Louise de Fauque de Jonquières, fut un collectionneur et photographe distingué dont la figure demeure indissociable de l'hôtel de Villeneuve ou parfois hôtel Luce 
L'histoire se prolonge aux XXe et XXIe siècles lorsque ces deux hôtels sont réunis par la famille Costa, parfumeur et mécène culturel grassois. Ainsi, de nos jours, l'hôtel de Villeneuve est devenu le Musée Jean-Honoré Fragonard, et l'ancien hôtel de Clapiers-Cabris est devenu le Musée Provençal du costume et du bijou. Au premier étage, une boutique confidentielle de la Parfumerie Fragonard accueille le visiteur.

## Galerie

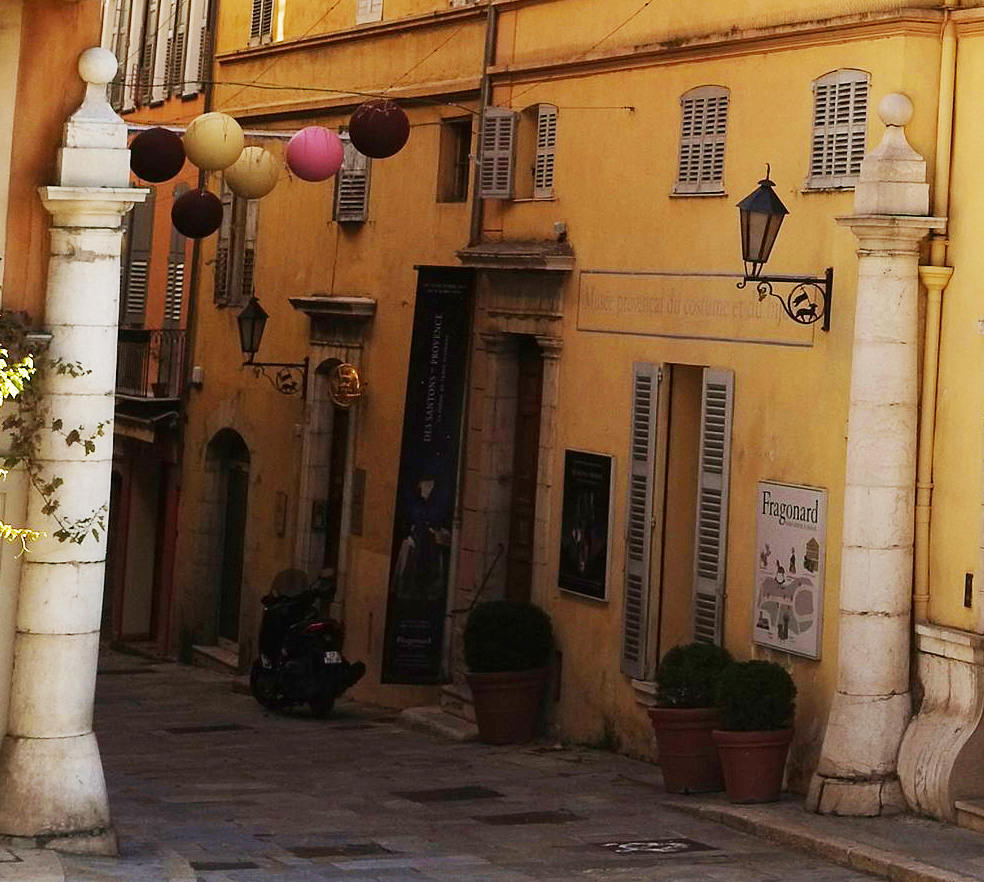
Bornes de l'ancienne Porte Aiguière[24] de la cité de Grasse le long de l'ancien hôtel de Clapiers-Cabris.
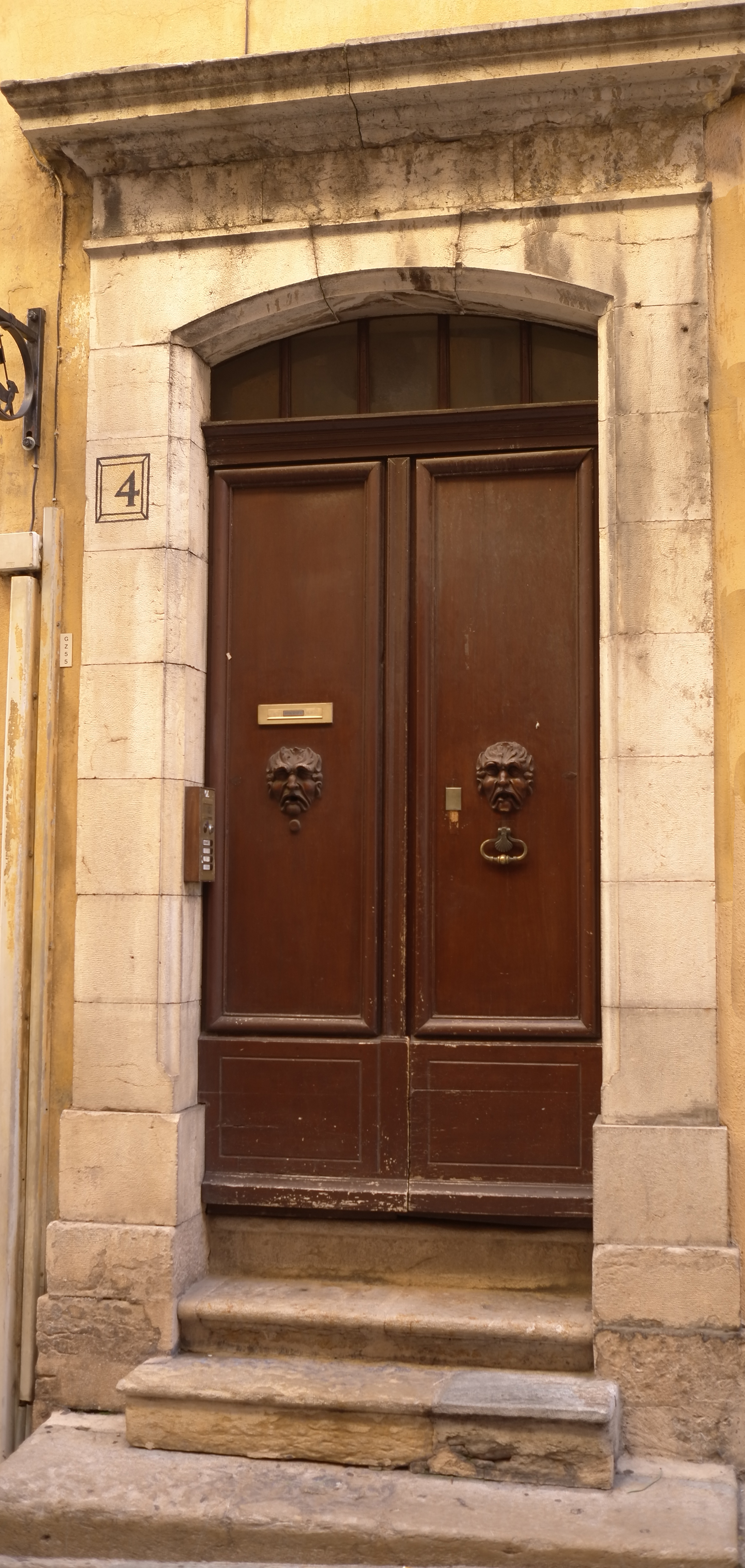
Porte d'entrée de l'ancien hôtel de Clapiers-Cabris.
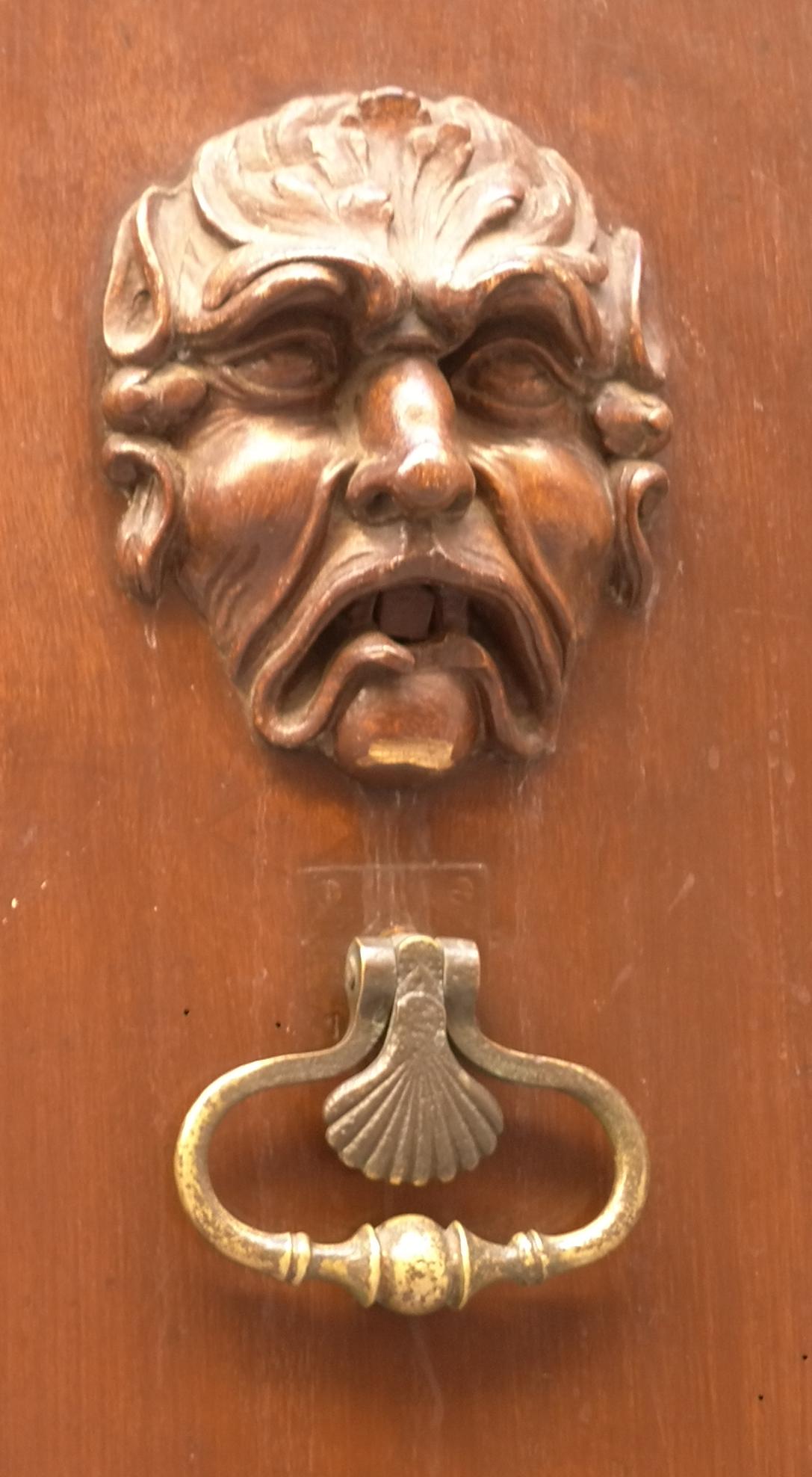
Mascaron sur la porte de l'ancien hôtel de Clapiers-Cabris.
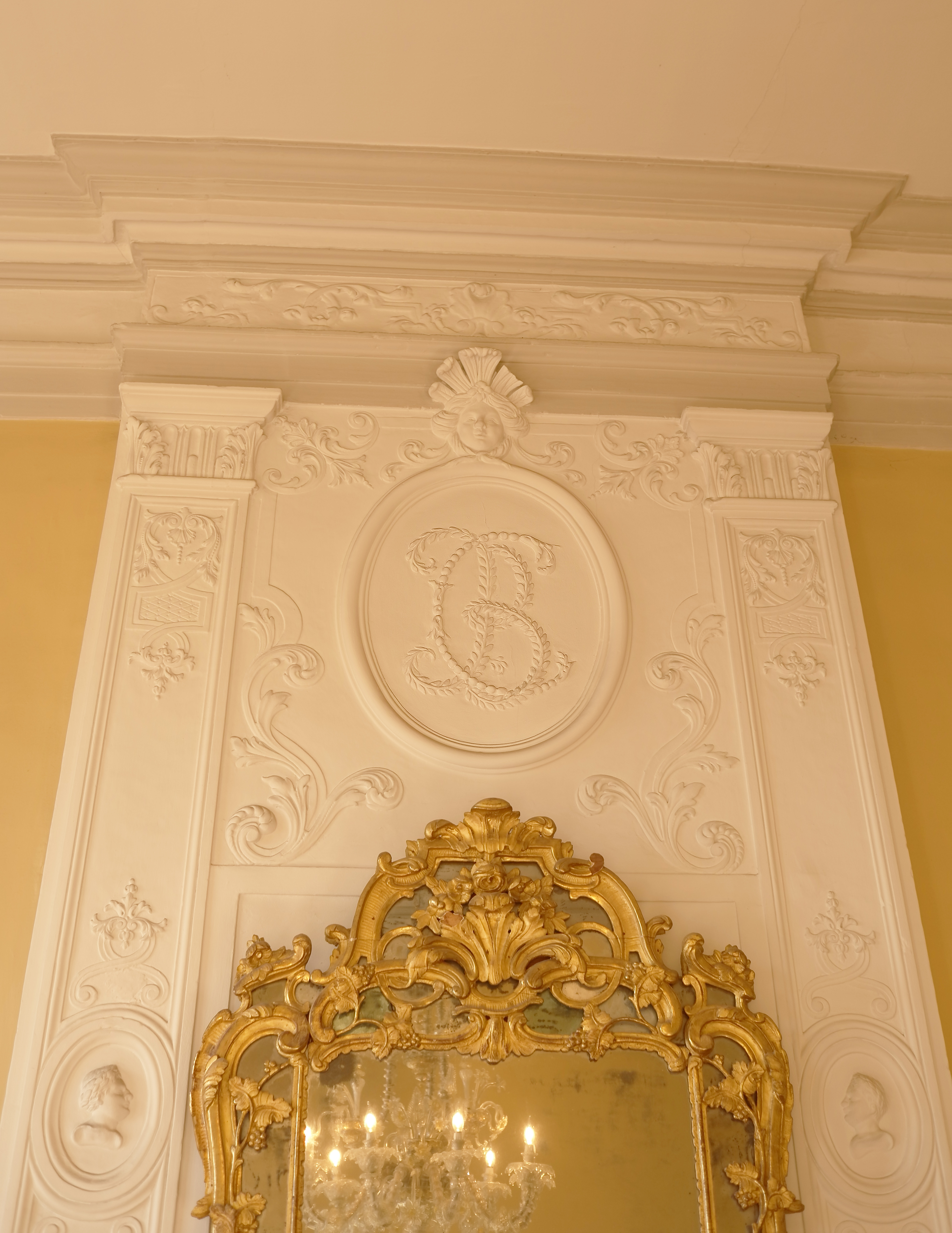
Monogramme Courmes-Boulay dans le salon de l'ancien hôtel de Clapiers-Cabris.